# Czad na Mistrzostwach Świata w Lekkoatletyce 2019
Czad na Mistrzostwach Świata w Lekkoatletyce 2019 – reprezentacja Czadu podczas mistrzostw świata w Doha liczyła tylko jednego zawodnika, sprintera Bachir Mahamat.

## Skład reprezentacji

### Mężczyźni
| Zawodnik       | Konkurencja   | Eliminacje | Eliminacje | Półfinał | Półfinał | Finał | Finał   |
| Zawodnik       | Konkurencja   | Wynik      | Pozycja    | Wynik    | Pozycja  | Wynik | Pozycja |
| -------------- | ------------- | ---------- | ---------- | -------- | -------- | ----- | ------- |
| Bachir Mahamat | Bieg na 400 m | 47,65 s    | 36.        | NQ       | NQ       | NQ    | NQ      |